# Tim et Anthime

Tim et Anthime est une bande dessinée d’aventures comiques créée par Christian Godard pour le journal IMA, l’ami des jeunes en 1957 puis reprise en 1966 dans Tintin pour deux courts épisodes.

## Contexte
Christian Godard est un jeune dessinateur qui a déjà travaillé pour de nombreux journaux pour la jeunesse lorsqu’il rejoint l’équipe d’IMA. Pour cette revue il crée la série Tim et Anthime. Cherchant à muscler ses scénarios, il demande à sa rédactrice en chef de lui trouver un scénariste, laquelle lui propose Greg qui à un an près a le même âge que Godard.
Ce dernier reconnaîtra par la suite que les scénarios de son aîné étaient « fabuleux » (sic) mais ne donne pas suite, se contentant de lui acheter simplement des synopsis. Toujours est-il que le contact est maintenant établi entre les deux hommes.
Quelques années plus tard, Greg suggère à Godard de le rejoindre dans Tintin et c’est tout naturellement qu’il replace Tim et Anthime pour deux courtes aventures qui paraîtront l’une à la suite de l’autre. Comme il le reconnaîtra cette période de latence lui a permis de mettre en gestation le personnage de Martin Milan (interview Mars 1997)

## L’histoire
Tim et Anthime sont deux jeunes hommes à peine sortis de l’adolescence. Ils passent leurs vacances régulièrement dans le village de Verteboue, là ils vont vivre plusieurs aventures à connotation policière dont la liste qui suit n’est pas exhaustive. 
1. Le Baigneur baladeur
2. Le Génie de Verteboue
3. Le Royaume des sans-visage
4. La secte de l’Hippocampe
5. Chauve qui peut
6. Poison à foison

N’étant pas destinées à être publiées en albums ces aventures ont un nombre de pages limitées et variables. A titre d’exemple les épisodes 4 et 5 repris dans Tintin font chacun 16,5 planches.

## Intérêt de la série
Destinée à un public enfantin, cette série n’a certes pas révolutionné la bande dessinée, on y découvre néanmoins les qualités intrinsèques de Godard : lisibilité des vignettes et fluidité des mouvements. Pour autant le dessin n’est pas encore « fait », en ce sens qu’il est encore en pleine évolution même si ses grandes caractéristiques sont déjà présentes.
Pour ce qui est du scénario, celui-ci est en revanche davantage en retrait par rapport à ceux que pourra livrer Godard par la suite. À la décharge de l’auteur, il s’adresse à un public d'enfants des années 1950 pour lesquels la télévision n’existe pas, le cinéma est une gourmandise, les voyages sont rares et l’évasion se limite aux feuilletons radio et aux lectures. 
Aujourd’hui, c’est sans doute cette naïveté qui fait le charme de la série parce qu’on y retrouve le parfum d’une France qui n’a plus cours. C’est, en effet, dans une France rurale que se situent la plupart des aventures. En 1945, 10 millions de personnes travaillent dans le monde agricole soit grosso modo un peu plus de 20 % de la population.
Les aventures de Tim et Anthime sont fortement imprégnées de cette atmosphère où la modernité n’a pas vraiment cours. A titre d’exemple pour éteindre un incendie, les héros utilisent la pompe à eau du village, laquelle pompe s’actionne bien sûr... avec les bras.
Le monde agricole décrit est quasiment sans automobiles ou camions mais on y rencontre à la campagne des véhicules hippomobiles.
Les rares fois où l’action se situe en ville, les voitures ne sont guère plus nombreuses alors que les bandes d’une demi-douzaine d’années ultérieures n’ignoreront pas le phénomène, pas plus que la télévision d’ailleurs.
Bref, il y a davantage à rechercher dans cette sociologie de parfum suranné que dans l’excellence d’une bande dessinée totalement aboutie.

## Album
- Tim et Anthime: La secte de l'Hippocampe suivi de Poison à foison, Bédéscope, 1983

Reprend les épisodes 4 et 6. Un deuxième album, Chauve qui peut, était annoncé qui n’est jamais paru.